# Bálint Telegdi
Bálint Telegdi, także Valentine Louis Telegdi (ur. 11 stycznia 1922 w Budapeszcie, zm. 8 kwietnia 2006) – węgierski fizyk jądrowy.
W 1991 otrzymał naukową nagrodę Wolfa (Wolf-prize) na Swiss Federal Institute of Technology (ETHZ) za wybitne osiągnięcia w dziedzinie teoretycznej fizyki jądrowej.